# آدولف گرونبام
آدولف گرونبام (به انگلیسی: Adolf Grünbaum)؛ (زاده ۱۵ مه ۱۹۲۳ – درگذشته ۱۵ نوامبر ۲۰۱۸) فیلسوف علم آلمانی-آمریکایی و منتقد روان‌کاوی و همچنین فلسفه علم کارل پوپر بود. او استاد فلسفه در دانشگاه پیتسبرگ از سال ۱۹۶۰ تا زمان مرگش بود و همچنین به‌عنوان رئیس مشترک مرکز فلسفه علم (از ۱۹۷۸) و استاد پژوهش روان‌پزشکی (از ۱۹۷۹) و استاد پژوهش‌گر گروه تاریخ و فلسفه علم (از سال ۲۰۰۶) خدمت کرد. آثار او عبارتند از  مسائل فلسفی فضا و زمان (۱۹۶۳)، مبانی روان‌کاوی (۱۹۸۴)، و اعتبارسنجی در نظریه بالینی روان‌کاوی (۱۹۹۳).

## زندگی و حرفه
خانواده آدولف گرونبام که یهودی بودند در سال ۱۹۳۸ آلمان نازی را ترک کردند و به ایالات متحده مهاجرت کردند. گرونبام در سال ۱۹۴۳ مدرک لیسانس خود را با ممتاز دوگانه در فلسفه و ریاضیات از دانشگاه وسلین میدل‌تاون، کنتیکت دریافت کرد.
در طول جنگ جهانی دوم، گرونبام در کمپ ریچی، مریلند آموزش دید و یکی از سربازان ریچی بود. او در برلین مستقر شد و از نازی‌های دارای موقعیت عالی بازجویی کرد و در سال ۱۹۴۶ به ایالات متحده بازگشت.
گرونبام مدرک کارشناسی ارشد خود را در فیزیک (۱۹۴۸) و دکترای خود را در فلسفه (۱۹۵۱) از دانشگاه ییل دریافت کرد. او پس از ارتقاء به رتبه‌های بالاتر در دانشگاه لیهای، بتلهم، پنسیلوانیا (۱۹۵۶–۱۹۶۰)، از سال ۱۹۵۰ شروع کرد و در سال ۱۹۵۵ استاد تمام شد.
در پاییز ۱۹۶۰، گرونبام دانشگاه لیهای را ترک کرد تا به هیئت علمی دانشگاه پیتسبرگ بپیوندد، جایی که او اولین استاد فلسفه شد. در آن سال او همچنین مدیر مؤسس مرکز فلسفه علم آن دانشگاه شد و تا سال ۱۹۷۸ به‌عنوان مدیر فعالیت کرد. او و همکارانی که به خدمت گرفته شدند، دپارتمان‌های فلسفه و تاریخ و فلسفه علم در سطح جهانی ایجاد کردند. جذب تعدادی از این همکاران از دپارتمان فلسفه دانشگاه ییل از سال ۱۹۶۲ شروع شده بود. در طول این دوره استخدام، دانشگاه پیتسبرگ کسانی ماند نیکلاس رشر، ویلفرد سلارز، ریچارد گیل، نوئل بلنپ، آلان راس اندرسون و جرالد ماسی به چشم می‌خورند.
در سال ۲۰۰۳، گرونبام از دپارتمان فلسفه در دانشگاه پیتسبورگ استعفا داد، درحالی‌که در طول عمر کرسی استادی و سایر وابستگی‌هایش در آن دانشگاه حفظ شد.
گرونبام به‌نوان رئیس انجمن فلسفی آمریکا و انجمن فلسفه علم خدمت کرد. او از سال ۱۹۶۰ تا ۱۹۷۸ مدیر مرکز فلسفه علم بود. او رئیس بخش منطق، روش‌شناسی و فلسفه علم اتحادیه بین‌المللی تاریخ و فلسفه علم (IUHPS) در سال‌های ۲۰۰۴ تا ۲۰۰۵ بود و سپس به‌طور خودکار از سال ۲۰۰۶ تا ۲۰۰۷ رئیس IUHPS شد. او همچنین عضو آکادمی هنر و علوم آمریکا است.
او جایزه دانشمند ارشد ایالات متحده را از بنیاد الکساندر فون هومبولت (آلمان، ۱۹۸۵)، جایزه فرژن برای علم از پارلمان ایتالیا (۱۹۹۸) و مدال صلیب ویلبر لوسیوس را برای دستاوردهای برجسته از دانشگاه ییل (۱۹۹۰) دریافت کرد. همچنین در می ۱۹۹۵ دکترای افتخاری از دانشگاه کنستانس آلمان و در سال ۲۰۱۳ دکترای افتخاری فلسفه را از دانشگاه کلن آلمان دریافت کرد. در سال ۲۰۱۳، نشان افتخار شایستگی جمهوری فدرال آلمان را از جمهوری فدرال آلمان دریافت کرد.
گرونباوم یک یهودی بود. و در نوامبر ۲۰۱۸ در سن ۹۵ سالگی درگذشت.

## کار فلسفی
گرونبام نویسنده نزدیک به ۴۰۰ مقاله و فصل کتاب و همچنین کتاب‌هایی در مورد فضا-زمان و نقد روان‌کاوی بود. او به‌عنوان بخشی از تجربه‌گرایی منطقی آمریکایی تلقی می‌شود که با هانس رایشنباخ مرتبط است.
گرونبام فلسفه علم پوپری را که در دهه ۱۹۶۰ توسط فیزیک‌دان ریچارد فاینمن به تمسخر گرفته شد را قبول نکرد. به دنبال پیشنهاد نئولایبنیتس گرونبام یک مبادله نقل‌قولی بین آن‌ها شکل گرفت، که جریان زمان ممکن است فقط در موجودات آگاه یک توهم باشد، و در آن فاینمن می‌پرسید که آیا سگ‌ها و سوسک‌ها به اندازه کافی موجودات آگاه هستند یا خیر. گزارش شده که به‌عنوان نشانه‌ای از تحقیر بیش‌تر، فاینمن از چاپ نام خود امتناع کرد و به «آقای ایکس» که به‌راحتی قابل‌تشخیص بود، تبدیل شد.
حدود ۴۰ سال بعد، نویسنده جیم هولت، گرونبام را در دهه ۱۹۵۰ به‌عنوان «مهم‌ترین متفکر در فضا و زمان» توصیف کرد و گفت «تا دهه ۲۰۰۰، مسلماً بزرگ‌ترین فیلسوف زنده علم» بود. هولت گرونبام عقل‌گرا را این‌گونه به تصویر می‌کشد که هرگونه نشانه‌ای از اسرارآمیز بودن در کیهان را رد می‌کند.

## آثار برگزیده
- علم مدرن و پارادوکس‌های زنو (نسخه اول، ۱۹۶۷؛ ویرایش دوم، ۱۹۶۸)[۱۲]
- هندسه و کرونومتری در دیدگاه فلسفی (۱۹۶۸)[۱۳]
- مسائل فلسفی فضا و زمان (نسخه اول، ۱۹۶۳؛ چاپ دوم، ۱۹۷۳)[۱۴]
- مبانی روان‌کاوی (۱۹۸۴)[۱۵]
- اعتبارسنجی در نظریه بالینی روان‌کاوی: مطالعه‌ای در فلسفه روان‌کاوی (۱۹۹۳)[۱۶]
- مجموعه آثار، جلد ۱ (ویرایش توماس کوپکا): عقلانیت علمی، شرایط انسانی و کیهان‌شناسی قرن بیستم، انتشارات دانشگاه آکسفورد، ۲۰۱۳. جلد ۲: فلسفه فضا و زمان (ویرایش‌گر توماس کوپکا)، در سال ۲۰۱۹ منتشر می‌شود. جلد ۳: سخنرانی‌های روان‌کاوی (ویرایش توماس کوپکا و لیان لانگ‌ویل)، همچنین در سال ۲۰۱۹ منتشر می‌شود.

## یادنامه
سه کتاب تجلیل (جلد «یادنامه») که به آثار او می‌پردازد تا به امروز منتشر شده است:
- (۱۹۸۳) فیزیک، فلسفه و روان‌کاوی: مقالاتی به افتخار آدولف گرونبام. آر.اس. کوهن و ال. لاودن (ویرایش‌گران). دوردرخت، هلند: شرکت انتشارات ریدل.
- (۱۹۹۳) مسائل فلسفی دنیای درونی و بیرونی: مقالاتی در مورد فلسفه آدولف گرونبام. جی. ارمن، ای.آی. جانیس، جی.جی. مسی، و ان. رشر (ویرایش‌گران). پیتسبورگ، پی‌ای/کنستانز، آلمان: انتشارات دانشگاه پیتسبرگ/انتشارات دانشگاه کنستانز.
- (۲۰۰۹) فلسفه دین، فیزیک و روان‌شناسی: مقالاتی به افتخار آدولف گرونبام. مجموعه مقالات کنفرانس بین‌المللی، «سمپوزیوم آدولف گرونباوم به افتخار آثار پروفسور آدولف گرونباوم»، سانتا باربارا، کالیفرنیا، اکتبر ۲۰۰۲. امهرست، نیویورک: کتاب‌های پرومتئوس.